# Julius von Treskow
Carl Julius von Treskow (* 10. Juni 1818 in Schloss Friedrichsfelde bei Berlin; † 6. Januar 1894 in Szubin (Schubin)) war ein preußischer Rittergutsbesitzer und Politiker.

## Leben
Julius von Treskow entstammt dem Adelsgeschlecht Treskow. Er studierte nach dem Besuch der Ritterakademie am Dom Zu Brandenburg von 1838 bis 1841 an der Universität Berlin und der Universität Heidelberg Rechtswissenschaften sowie Kameralwissenschaften und absolvierte anschließend eine landwirtschaftliche Ausbildung in Fehrbellin. Ab 1840 war er Besitzer des Ritterguts Grocholin im Posener Kreis Schubin.

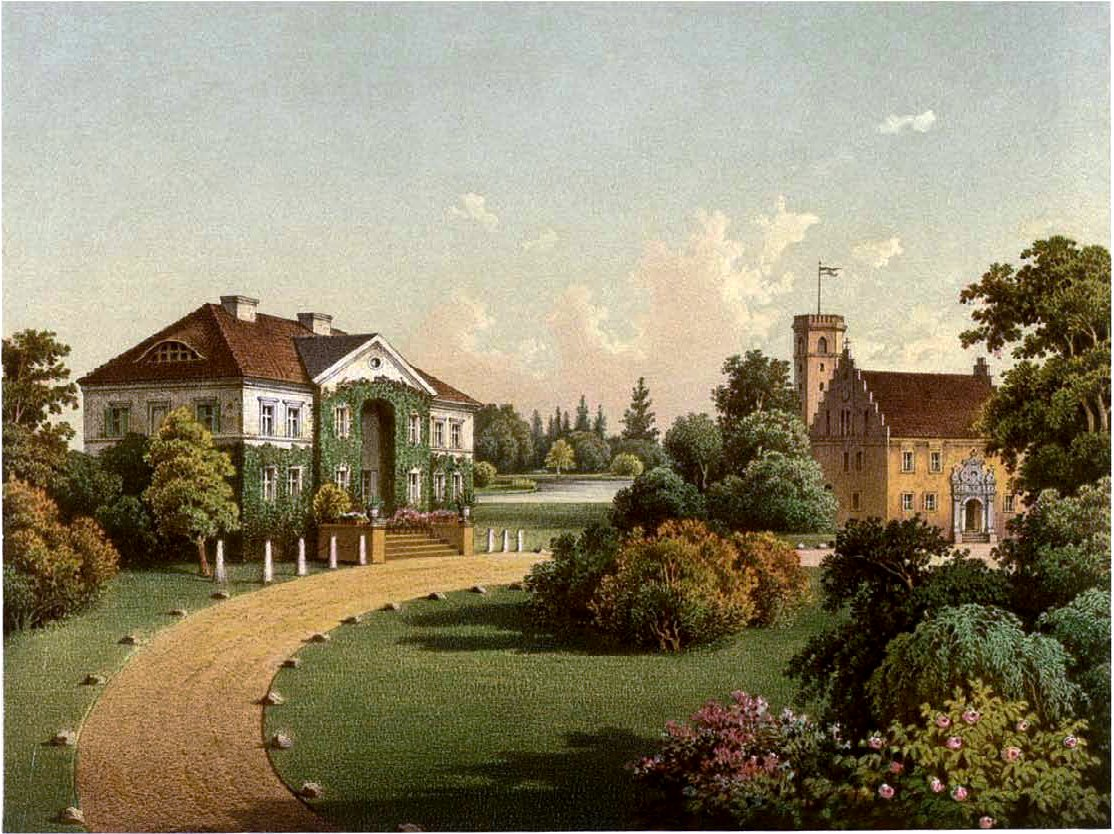
Rittergut Grocholin um 1862/63, Sammlung Alexander Duncker

Im Frühjahr 1848 gehörte Treskow mit seinem Schwager Wilhelm Graf von Lüttichau zu den Führern der preußischen Freischaren zur Niederschlagung des polnischen Aufstandes in Posen. Vom 18. Mai 1848  bis zum 17. Mai 1849  war er Abgeordneter für Schubin in der Frankfurter Nationalversammlung, wo er zuerst zur konservativen Fraktion Café Milani und später zum Casino zählte. Treskow war im April 1849 Mitglied der Delegation preußischer Abgeordneten, die Friedrich Wilhelm IV. die Kaiserwürde des Paulskirchenparlaments antrugen.
Julius von Treskow war 1876 Gründungsmitglied und Vorstandsmitglied des großagrarischen „Vereins der Steuer- und Wirtschaftsreformer“ und koordinierte die Aktivitäten des Vereins ab 1879 in der Provinz Posen. Treskow war Ehrenritter des Johanniterordens.
Seine letzte Ruhe fand er auf der Erbbegräbnisstätte der Familie von Treskow-Friedrichsfelde.